# Prokelisia setigera
Prokelisia setigera är en insektsart som beskrevs av Henry Fairfield Osborn 1905. Prokelisia setigera ingår i släktet Prokelisia och familjen sporrstritar. Inga underarter finns listade i Catalogue of Life.